# 丹尼爾·查普林斯基
丹尼爾·查普林斯基（Daniel Czapliński，—1660年）是波蘭立陶宛聯邦的貴族，和哥薩克酋長波格丹·赫梅利尼斯基有領地紛爭。1647年，襲擊赫梅利尼斯基的莊園，同時搶奪其戀人海倫娜（人稱大草原的海倫），這些糾紛被認為是赫梅利尼斯基之亂的主要導火線。
1653年，獲選盧布林的皇家法院議員。1660年以降，史料上未見其名，被認為已過世。